# Caso temporal
En gramática , el caso temporal (o Temporalis abreviado temp ) es un caso gramatical usado para indicar un tiempo.

## En húngaro
En el idioma húngaro su sufijo es -kor . Por ejemplo: hétkor "a las siete" o hét órakor "a las siete en punto", éjfélkor "a medianoche", karácsonykor "en Navidad". Este es uno de los pocos sufijos en húngaro al que no se aplican las reglas de armonía de vocales .

## En finés
En finés su sufijo es -lloin/-llöin . Por ejemplo: milloin - ¿cuándo?; jolloin - cuando (pronombre relativo); tällöin - en este momento; silloin - entonces; tuolloin - en ese momento.

## En ruso
En ruso, la función de caso temporal es asumida por el caso Instrumental , por ejemplo, утр-ом (la forma base es утро ) - por la mañana, дн-ём (la forma base es день ) - durante el día/por la tarde, вечер-ом (la forma base la forma es вечер ) - por la noche/por la noche, ночь-ю (la forma base es ночь ) - por la noche/por la noche.

## referencias
1. ↑  Mäkinen, Panu. «Finnish Grammar — Adverbial Cases». users.jyu.fi. University of Jyväskylä. Archivado desde el original el 11 de mayo de 2019. Consultado el 6 de marzo de 2015.